# Apple IIc Plus

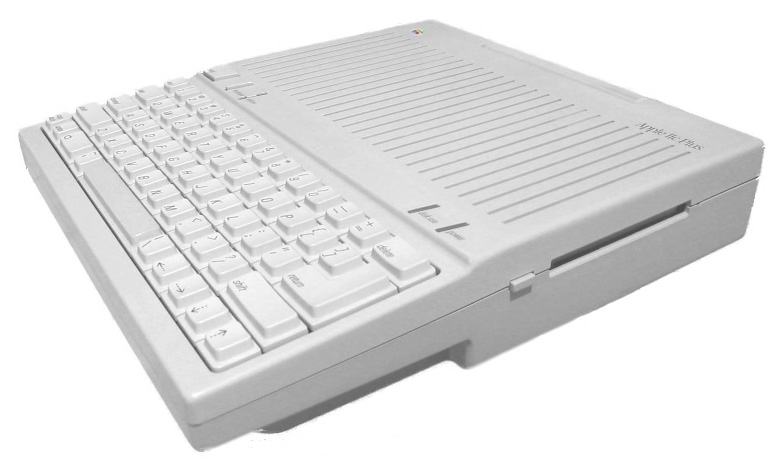
Al lado hay la unidad de disco de 3 ½, que sustituye el clásico disco de 5 ¼.

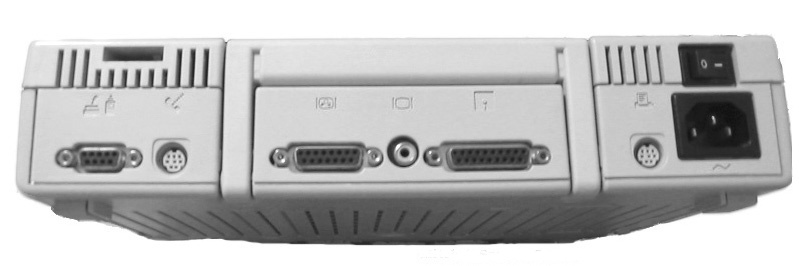
Puertos de expansión, conector estándar AC, puertos serie (mine DIN-8).

El Apple IIc Plus fue el sexto y último modelo de la línea del Ordenador personal Apple II producido por Apple Computer. El nombre "Plus  ", era una referencia a las características adicionales que ofrece en relación con la capacidad de almacenamiento del Apple IIc original, como el aumento (una unidad de disco, de 3" 1/2, en sustitución del anterior de 5 "1/4), aumento de la velocidad de procesamiento y, en general estandarización de los componentes del sistema. En un notable cambio de dirección, el Apple IIc Plus, en gran parte, introdujo la nueva tecnología aunque no fue responsable de ningún avance evolutivo de la serie Apple II, sino que simplemente se unió a los dispositivos existentes en el diseño original del Apple IIc.
El desarrollo con una máquina 8 bits ha sido objeto de críticas dentro del ramo, por la gente más interesada al ser mucho más avanzado el Apple IIGS de 16 bits. Sin embargo, como un IIGS portátil podría afectar las ventas del Macintosh y se tuvo que enfrentar la competencia agresiva de nuevos modelos clónicos, de VTechː el Laser 128, la respuesta fue hacer una versión con "alimentación interna". Sin embargo, por varias razones, incluyendo la comercialización (o la carencia de ella), el IIc Plus fue de corta duración en comparación con la de sus predecesores.

## Especificaciones técnicas

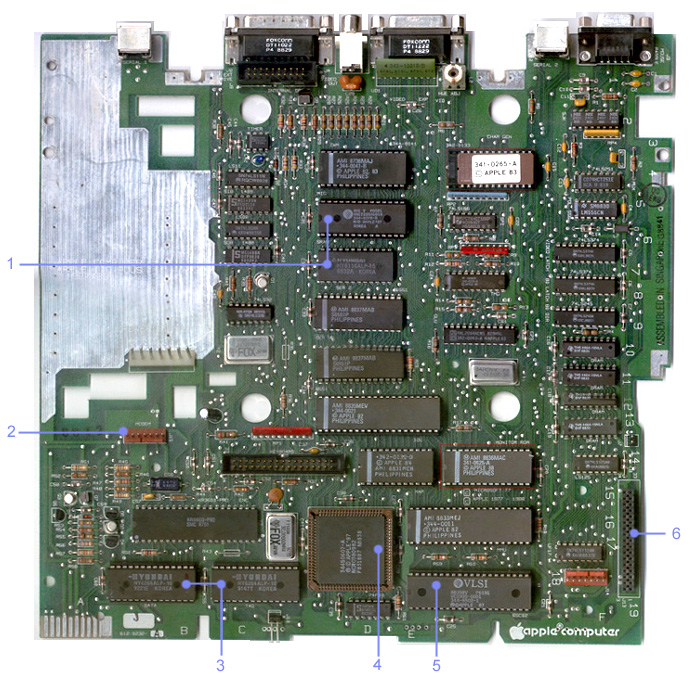
Placa IIc Plus, normalmente inaccesible.- 1: IWM con su SRAM de 2KB,2: cable módem interno, 3: doble memoria caché de 8 KB para la CPU, 4: acelerador ASIC, 5: 65C02 a 4 MHz y 6: conector de expansión de memoria.

### Microprocesador
- 65C02 funcionando a 1 MHz o bien a 4 MHz (seleccionable por el usuario)
- 8 KB de memoria caché SRAM (16 KB instalados, 8 KB por TAG / FECHA)
- bus de datos de 8-bit

### Memoria
- 128 KB de RAM  ( integrada)
- 32 KB ROM ( integrada)
- Ampliable de 128 KB a 1,125 MB de RAM

- 40 y 80 columnas de texto, con 24 líneas ¹
- Baja resolución: 40 × 48 (16 colores)
- Alta Resolución: 280 x 192 (6 colores) *
- Doble-Baja-Resolución: 80 × 48 (16 colores)
- Doble alta resolución: 560 x 192 (16 colores) *

- 140 x 192 en color (efectivos), debido a las restricciones de colocación de los píxeles

¹ El texto puede ser mezclado con modos gráficos, en sustitución de cualquier de las líneas de fondo de 8 o 32, dependiendo del modo de vídeo

### Audio
- Altavoz incorporado, DAC de 1-bit
- volumen ajustable (manual botón deslizante)

### Almacenamiento integrado
- unidad de disquete Interno de 3,5
- 800 KB, de doble cara
- Expulsión motorizada / auto-inserción

### Conectores internos
- Bus memoria IIc, además de conector de tarjeta de expansión (34-pin)
- Módem interno

### Chip controlador especializado
- IWM (Integrated Wozniak Machine) para las unidades de disquete
- MIG (Magic Interface Glue) con 2 KB de SRAM, para unidad de disco "dumb" de 3,5
- Chip Dual ACIA 6551 para E/S serie

### Conectores externos
- Joystick / ratón (DE-9)
- Impresora, serie-1 (mini DIN-8)
- Módem, serie-2 (mini DIN-8)
- Puerto de Video expansión (D-15)
- SmartPort- unidad de disquete  (D-19)
- Salida de vídeo compuesto NTSC (conector RCA)

| UCP            | WDC 65C02 en el 1,00 o 4,00 MHz (seleccionable por el usuario)                                                                            |
| RAM            | 128 KB (base) - 1 megabyte (máximo) |
| ROM            | 32 KB |
| Teclado        | 62 teclas con teclas de cursor |
| Gráficos       | texto: 40x24 u 80x24 líneas, gráficos: 40x48 (16 colores)/80x48 (16 colores)/280x192 (6 colores)/140x192 (16 colores)/560x192 (monocromo) |
| Sonido         | canal (altavoz integrado) |
| Conectores     | Video Display, joystick/ratón, monitor RGB, unidad de disco, de 2 puertos RS232C.                                                         |
| Almacenamiento | 1 disco de 3 "1/2, 800 KB con expulsión de disco por software.                                                                            |